# Jean-Paul Louis Chesnel-Larossière
Pour les articles homonymes, voir Chesnel.
Jean-Paul Louis Dominique Chesnel-Larossière ou Chesnel de La Rossière (né le 20 octobre 1775 à Magny-le-Désert et mort le 12 juin 1849 à Montargis) est un céramiste français. Venu de Villeneuve-Saint-Georges, il est faïencier de 1801 à 1813 à Bourg-la-Reine.

## Biographie
Ancien avocat au Parlement de Rouen, il est le cousin d'Alexandre Rey (mort au château de Beauregard à Villeneuve-Saint-Georges en 1815), ancien capitaine de cavalerie et chevalier de Saint-Louis. Chesnel-Larossière épouse Émilie Millet en 1800 ; lui et sa famille habitent le château avec Rey. Son fils sera maire de la commune de 1815 à 1820. Chesnel avait été l'homme d'affaires de Charles Louis d'Agouges, chevalier, marquis de Rosnes, baron d'Aneberg du Favoul et de Barignon, vicomte de Meslen, propriétaire du château de Beauregard en 1784.